# دو هزار و هیچ
دو هزار و هیچ (به انگلیسی: Two Thousand and None) فیلمی محصول سال ۲۰۰۰ و به کارگردانی آرتو پاراجامیان است. در این فیلم بازیگرانی همچون جان تورتورو، اولگ کوسیلوو، کاترینه بروویتز و جولیان ریچینگز ایفای نقش کرده‌اند.